# Томбура, Джозеф Джеймс
Джозеф Джеймс Томбура (англ. Joseph James Tombura, 12 сентября 1929, Вау, Англо-Египетский Судан — 17 сентября 1992, Хартум, Судан) — южносуданский политик и член Суданского африканского национального союза.
Он был председателем Высшего исполнительного совета автономного региона Южный Судан с 23 июня 1982 по 5 июня 1983 года, пока центральное правительство Судана не отменило автономию этого региона. Автономия была восстановлена в 2005 году, а шесть лет спустя Южный Судан стал независимым государством.

## Биография

### Ранняя жизнь и образование
Томбура родился 12 сентября 1929 года в Вау. Его этническая принадлежность — занде. Он получил начальное и среднее образование в начальной школе Бассере в Вау и в старшей технической школе Кампалы. Затем в 1954 году он изучал машиностроение в Хартумском техническом институте. Позже он поступил в Висконсинский университет в Милуоки и в 1957 году получил диплом инженера.

### Карьера
Получив диплом с отличием, Томбура вернулся в Судан и в течение 21 года работал учителем в различных школах северного региона. В 1970 году Томбура стал генеральным директором завода по консервированию фруктов и овощей в Вау.

#### Политическая карьера
Томбура начал свою политическую карьеру в качестве комиссара Бахр-эль-Газаля. В 1976 году он был назначен генеральным директором регионального Министерства кооперативов и сельского водоснабжения на два года. Он ушёл с государственной службы, чтобы принять участие в выборах, и в 1978 году был избран депутатом, представляющим кооператив Западной Экватории. Кроме того, Джозеф Лагу назначил Томбуру региональным министром общественных работ с 1978 по 1980 год. В 1982 году он сменил Гисмаллу Абдаллу Рассаса на посту председателя Высшего исполнительного совета автономного региона Южный Судан. Он ушёл с поста председателя в 1983 году. Впоследствии, с 1983 по 1985 год, он был губернатором Экватории.

### Более поздняя жизнь
Томбура стал председателем совета Гезирского университета. Позже, в конце 1980-х, он почувствовал себя плохо и в декабре 1991 года отправился в Бонн на операцию по замене аортального клапана. Операция прошла успешно, и вскоре он вернулся в Хартум. Однако он заболел и умер 17 сентября 1992 года в Хартуме от остановки сердца.